# Parantica dilatata
Parantica dilatata är en fjärilsart som beskrevs av James John Joicey och Talbot 1925. Parantica dilatata ingår i släktet Parantica och familjen praktfjärilar. Inga underarter finns listade i Catalogue of Life.